# Casa al carrer Major, 32 (Cervera)
La Casa al carrer Major, 32 és una obra de Cervera (Segarra) protegida com a Bé Cultural d'Interès Local.

## Descripció
Situada al carrer Major, eix vertebrador del nucli antic del municipi. Casa entre mitgeres amb desenvolupament de planta baixa i dos pisos. El parament de la façana principal és arrebossat però a la planta baixa és a la vista, format per grans carreus, i a més hi destaquen les restes d'un típic portal adovellat que ha estat mutilat en un dels seus extrems per la casa del costat, de construcció posterior, i per l'obertura d'una porta més petita, d'arc escarser, a l'altra banda. Les característiques del portal ens el poden situar al segle xvii. La coberta de l'edifici és a dues aigües amb el carener paral·lel a la façana principal.